# جنگ غیرمتعارف

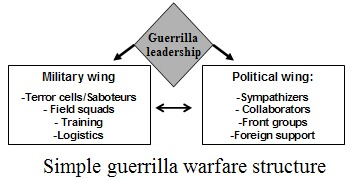
مقایسه جنگ غیرمتعارف و جنگ کلاسیک

جنگ غیرمتعارف گونه‌ای از جنگ است که در مقابل جنگ کلاسیک به کار می‌رود. در حالی که در جنگ منظم با هدف ضربه زدن و کاهش دادن توان نظامی حریف انجام می‌گیرد، هدف از جنگ غیرمتعارف ایجاد رضایت یا تقویت یا جاسوسی در یک جنگ و به نفع یا علیه یکی از طرف‌های درگیر است.
باید این نکته را در نظر داشت که جنگ غیرمتعارف و جنگ چریکی (جنگ نامنظم) با یکدیگر تفاوت دارند و جنگ غیرمتعارف توسط ارتش‌های منظم و نیروهای ویژه یا یگان‌های ویژه در این ارتش‌ها صورت می‌گیرد.